# Whiteface Mountain
Whiteface Mountain – szczyt w paśmie Adirondack w stanie Nowy Jork w północno-wschodniej części USA. Jest piątym pod względem wysokości szczytem tego pasma, a zarazem piątym najwyższym punktem stanu Nowy Jork. Na wierzchołku znajduje się obserwatorium meteorologiczne, a na jego zboczach znajduje się ośrodek narciarski Whiteface Ski Resort. 
W 1980 roku tamtejsze trasy narciarskie były areną zmagań narciarzy alpejskich podczas XIII Zimowych Igrzysk Olimpijskich, których gospodarzem było położone niedaleko Lake Placid. Rozegrano tam wszystkie sześć konkurencji, zarówno szybkościowych, jak i technicznych.
Pierwszego odnotowanego wejścia na szczyt dokonał Ebenezer Emmons wraz z przewodnikami 20 września 1836 roku.
Szczyt jest punktem widokowym, widać z niego między innymi miasto Lake Placid oraz jezioro o tej samej nazwie.

## Galeria

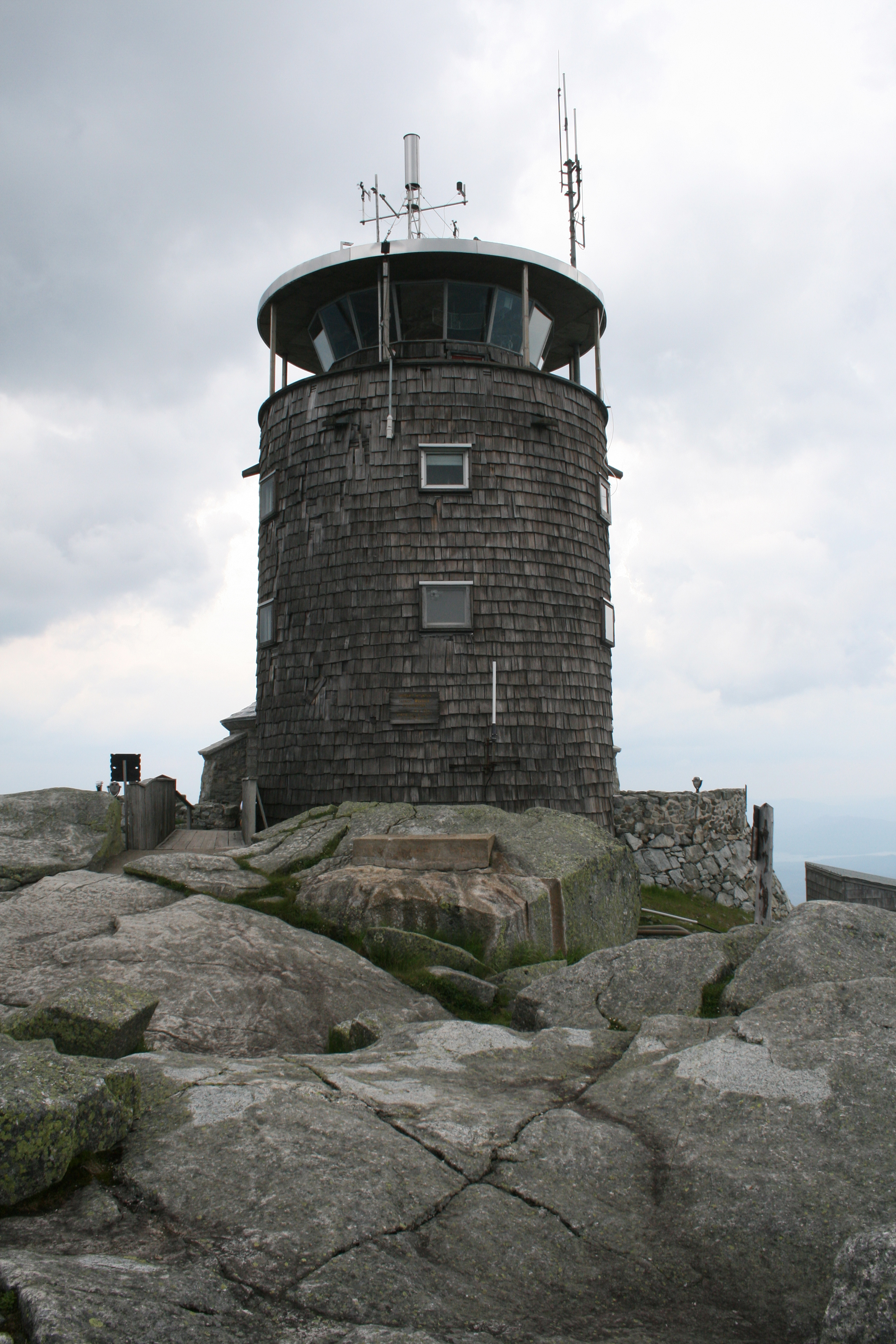
Stacja meteorologiczna na szczycie
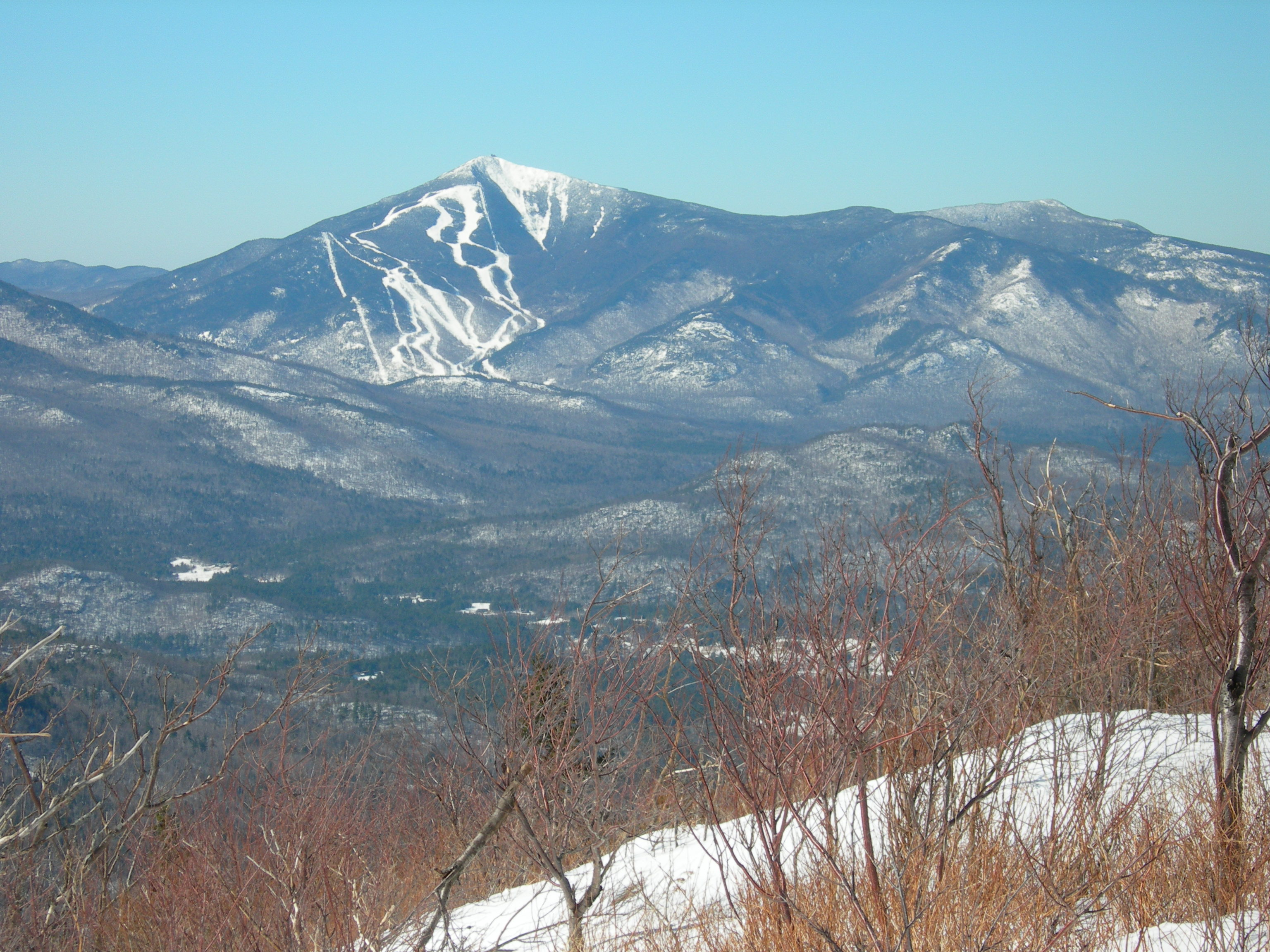
Whiteface Mountain zimą
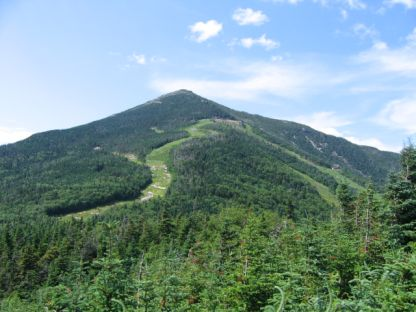
Whiteface Mountain latem
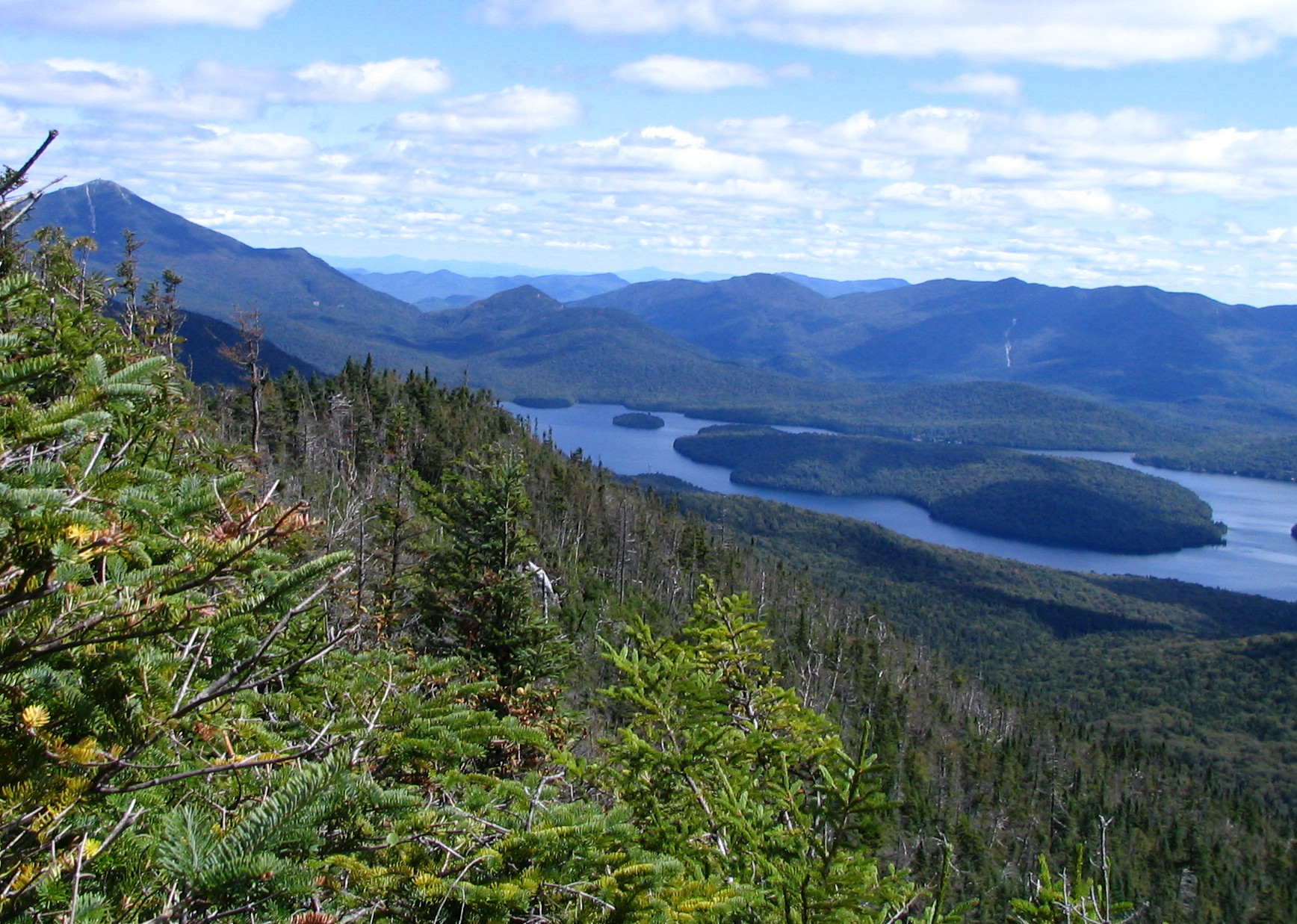
Widok na Lake Placid